# اسکار آپفل
اسکار آپفل (انگلیسی: Oscar Apfel؛ ۱۷ ژانویهٔ ۱۸۷۸ – ۲۱ مارس ۱۹۳۸) یک هنرپیشه، فیلم‌نامه‌نویس، و کارگردان اهل ایالات متحده آمریکا بود. وی بین سال‌های ۱۹۱۳ تا ۱۹۳۸ میلادی فعالیت می‌کرد.

## فیلم‌شناسی

### سینما
- مردی در جعبه (۱۹۱۴)
- حراج جان‌ها (۱۹۲۲)
- هاکلبری فین (۱۹۳۱)
- پایان پنج ستاره (۱۹۳۱)
- مرا ستاره کن (۱۹۳۲)